# Betty Barton
Betty Barton (geborene Betty Jamieson; * um 1925) ist eine australische Badmintonspielerin.

## Karriere
Betty Barton war eine der bedeutendsten australischen Badmintonspielerinnen in den Jahren nach dem Zweiten Weltkrieg. 1950 gewann sie den australischen nationalen Titel im Damendoppel mit Frederica McCorry.

## Sportliche Erfolge
| Saison | Veranstaltung                     | Disziplin   | Platz | Name                             |
| ------ | --------------------------------- | ----------- | ----- | -------------------------------- |
| 1950   | Australien: Einzelmeisterschaften | Damendoppel | 1     | Betty Barton / Frederica McCorry |